# Tiro ai Giochi della I Olimpiade - Pistola libera
Il torneo di pistola libera dei giochi della I Olimpiade fu uno dei cinque eventi sportivi, riguardanti il tiro a segno dei primi Giochi olimpici moderni, tenutosi ad Atene, l'11 aprile 1896.
Hanno partecipato alla competizione 5 atleti provenienti da tre nazioni. La gara, che si svolse nel poligono di Kallithea, era riservata ai soli atleti maschi, come tutte le competizioni dell'Olimpiade di Atene 1896.
Ogni partecipante sparò un totale di 30 colpi, divisi in sei sequenze di cinque spari; la distanza era fissata a 30 m. Il vincitore, lo statunitense Sumner Paine, centrò invece 24 volte il bersaglio. Suo fratello, John Paine, non partecipò alla gara per consentire di vincere al fratello la medaglia d'oro. Così i due furono i primi due campioni olimpici parenti della storia delle Olimpiadi moderne.

## Risultati
| Piazz. | Tiratore           | Punteggio   | Colpiti     | 1           | 2           | 3           | 4           |             |
| ------ | ------------------ | ----------- | ----------- | ----------- | ----------- | ----------- | ----------- | ----------- |
|        | Sumner Paine       | 442         | 24          | 76          | 64          | 80          | 120         | 102         |
|        | Holger Nielsen     | 285         | Sconosciuto | 12          | 85          | 62          | 24          | 100         |
|        | Iōannīs Fragkoudīs | Sconosciuto | Sconosciuto | Sconosciuto | Sconosciuto | Sconosciuto | Sconosciuto | Sconosciuto |
| 4      | Leōnidas Mōrakīs   | Sconosciuto | Sconosciuto | Sconosciuto | Sconosciuto | Sconosciuto | Sconosciuto | Sconosciuto |
| 5      | Geōrgios Orfanidīs | Sconosciuto | Sconosciuto | Sconosciuto | Sconosciuto | Sconosciuto | Sconosciuto | Sconosciuto |